# Gegen die Wand (Schauspiel)
Das Schauspiel Gegen die Wand von Armin Petras ist eine Bühnenfassung nach dem gleichnamigen Spielfilm von Fatih Akın, die am 15. Februar 2007 am Berliner Maxim-Gorki-Theater unter der Regie von Matthias Huhn uraufgeführt wurde.
Die Textfassung ist im Drei-Masken-Verlag erhältlich.

## Inhalt
Der inhaltliche Verlauf des Stücks folgt im Wesentlichen der Filmhandlung, konzentriert sich aber stärker auf die „selbstzerstörerischen, gleichzeitig zärtlichen Facetten“ jener Liebe zwischen dem Mann „m“ und der Frau „s“ und bewegt sich so weg von der speziellen deutsch-türkischen, zu einer allgemeineren, von den verschiedenen Kulturen losgelösten Problematik.

## Aufführungen
Die Uraufführung am Maxim-Gorki-Theater fand innerhalb der Reihe „Europa lesen – Kinder der Sonne 2“, die vermehrt europäische Gegenwartsstoffe auf die Bühne bringen wollte, statt. Sie war mit Anika Baumann, Anne Ratte-Polle, Lutz Günzel und Peter Moltzen besetzt.
Weitere Inszenierungen folgten 2008 am Mecklenburgischen Staatstheater Schwerin (hier unter der Regie von Þorleifur Örn Arnarsson) und am TAM in Bielefeld.

## Kritik
Manfred Zelt von der Schweriner Volkszeitung hob nach der erfolgreichen Schweriner Premiere positiv hervor, Petras habe den Film Gegen die Wand „adaptiert, nicht adoptiert. Im Brennpunkt die Geschichte zweier Menschen, die zusammen sein wollen, ohne es zu können.“ Er sah eine „extreme Suche nach Heimat ohne Tümelei – in sich selbst, im anderen“. Hartmut Krug vom Deutschlandfunk hatte 2007 nach der Uraufführung in Berlin noch bemängelt, dass Gegen die Wand „in dieser Bühnenversion um alles „Türkische“ gebracht“ worden sei und sah den Adaptionsversuch gescheitert.